# Adolfo Tunesi
Adolfo Tunesi   (Cento, 27 d'agost de 1887 - Bolonya, 29 de novembre de 1964) va ser un gimnasta artístic italià, que va competir a començament del segle xx.
El 1912 va prendre part en els Jocs Olímpics d'Estocolm, on va guanyar la medalla d'or en la prova del concurs complet per equips i la de bronze en la prova del concurs individual del programa de gimnàstica.